# Seznam dílů seriálu Bílá královna
Toto je seznam dílů seriálu Bílá královna. Britské historické drama Bílá královna vysílala britská stanice BBC One. Dne 16. dubna 2017 měl premiéru sequel s názvem Bílá princezna.

## Přehled řad
| Řada | Díly | Premiéra ve VB  | Premiéra ve VB | Premiéra v ČR  | Premiéra v ČR  |
| Řada | Díly | První díl       | Poslední díl   | První díl      | Poslední díl   |
| ---- | ---- | --------------- | -------------- | -------------- | -------------- |
| 1    | 10   | 16. června 2013 | 18. srpna 2013 | 4. března 2015 | 6. května 2015 |

## Seznam dílů
| Č. v seriálu | Název                    | Český název              | Režie        | Scénář           | Premiéra ve VB    | Premiéra v ČR   |
| --- | ------------------------ | ------------------------ | ------------ | ---------------- | ----------------- | --------------- |
| 1 | In Love With the King    | Láska ke králi           | James Kent   | Emma Frost       | 16. června 2013   | 4. března 2015  |
| Píše se rok 1464 a zuří Válka růží. Ovdovělá Alžběta Woodvillová, povzbuzována svou matkou Jacquettou, se staví do cesty novému yorkistskému králi Eduardovi, aby se domohla navrácení majetku po padlém manželovi. Eduard je přitahován krásnou Alžbětou a usiluje o to, aby ji znovu viděl. Když Alžběta odmítne jeho sexuální návrhy, souhlasí, že si ji vezme za ženu a udělá z ní královnu Anglie. Nicméně tajné manželství nebudí zrovna nadšení na anglickém dvoře a hlavně u jeho matky Cecílie Nevillové a nejbližšího poradce, hraběte z Warwicku. |                          |                          |              |                  |                   |                 |
| 2 | The Price of Power       | Cena moci                | James Kent   | Emma Frost       | 23. června 2013   | 11. března 2015 |
| Je uspořádána velkolepá korunovace nové královny Alžběty, aby byli umlčeni kritici manželství mezi ní a králem. Warwickova nespokojenost s Eduardovou volbou se rychle stává známou, protože odmítá dovolit, aby se jeho dcery staly jejími dvorními dámami. Naopak, ve snaze sjednotit rod Nevillů a Yorků, provdá svou starší dceru Isabel za Eduardova bratra Jiřího, 1. vévodu z Clarence. Mezitím Markéta Beaufortová, zoufalá, že nesmí vychovávat svého syna Jindřicha Tudora, se upíná k naději, že by se ten jednou mohl stát králem. |                          |                          |              |                  |                   |                 |
| 3 | The Storm                | Bouře                    | James Kent   | Emma Frost       | 30. června 2013   | 18. března 2015 |
| 4 | The Bad Queen            | Zlá královna             | Jamie Payne  | Lisa McGee       | 7. července 2013  | 25. března 2015 |
| Warwickova kampaň s Jiřím se nezdařila a zoufalý Králotvůrce se obrácí na Markétu z Anjou, uprchlou lancasterskou královnu. Je to jeho jediná možnost, jak zabránit, aby jeho rodina ztratila úplně všechno. K uzavření dohody se jeho nejmladší dcera Anne provdá za lancasterského dědice anglického trůnu Eduarda, prince z Walesu. V Londýně jsou král Eduard IV. a Alžběta znepokojeni novinkami této nové aliance a jsou překvapeni, když Warwick vede útok na Londýn. Warwick, který má nyní kontrolu nad královstvím, vysvobodí Jindřicha VI. z Toweru a dosadí jej znovu na trůn. Také obviní Jacquettu z čarodějnictví, ta se však chytře zachrání tím, že se dovolává svědectví Markéty z Anjou, kterou označuje za svou přítelkyni. Poté Jacquetta spěchá za svou dcerou Alžbětou, která se ukrývá se svými dětmi ve Westminsterském opatství, a pomáhá jí s porodem chlapečka. |                          |                          |              |                  |                   |                 |
| 5 | War at First Hand        | Válečná vřava            | Jamie Payne  | Malcolm Campbell | 14. července 2013 | 1. dubna 2015   |
| 6 | Love and Death           | Láska a smrt             | Jamie Payne  | Nicole Taylor    | 21. července 2013 | 8. dubna 2015   |
| 7 | Poison and Malmsey Wine  | Jed a sud červeného vína | Colin Teague | Emma Frost       | 28. července 2013 | 15. dubna 2015  |
| 8 | The King is Dea)         | Král je mrtev            | Colin Teague | Malcolm Campbell | 4. srpna 2013     | 22. dubna 2015  |
| 9 | The Princes in the Tower | Princové v Toweru        | Colin Teague | Emma Frost       | 11. srpna 2013    | 29. dubna 2015  |
| 10 | The Final Battle         | Poslední bitva           | Colin Teague | Emma Frost       | 18. srpna 2013    | 6. května 2015  |